# 生態系統列表
下列為地球主要擁有的幾個生态系统：

## 海洋生態系統
海洋生態系統又可分為潮間帶、近海區以及遠洋區。潮間帶位於近海區域內，陽光充足，且有陸地上沖刷下來的營養物質，故生物種類繁多。近海區又稱大陸棚，靠近陸地，且水深不超過200公尺，有許多藻類生活於此區。遠洋區又可分為透光區和黑暗區，透光區可透光，許多浮游性藻類在此區活動；黑暗區陽光不易到達，因此此區缺乏生產者，故此區的消費者多以上層水域沉降下來的生物屍體為食。

## 河口生態系統
由河川及海洋之交會（河口）所構成，由陸地來的物質一部分在河流的輸送中匯集，經分解成為營養鹽，最後被運送到此地。於是河口沼澤地區是營養鹽豐富的地區，生物種類組成也相當複雜。河口地帶受潮水來回，以及河川水量變化的影響，鹽度起伏很大。河口生態系統的基本結構與陸域或海洋生態系統不盡相同。
這裡的生產者包括浮游植物以及較大的水生植物。大部分的生產者是以殘碎物的形式進入此生態系統的食物網中；而殘碎物先被分解者（細菌及菌類）分解，再為棲息此地的消費者（軟體、節肢動物及魚類）所利用，而這類消費者又成為鳥類的食物。由於此生態系統的消費者消耗的基礎生產量不多，因此，河口生態系統中過多的基礎生產量，則可提供給其鄰近的沿海生態系統。

### 位置
河口生態系統位於河口附近，水域由河川及海洋之交會所構成。

### 特性
海口區由於大量河川水流流入海中，使水中鹽度變化大；水位定期升降，底質缺氧，生物需要有特殊適應方式才能生存。此類生態系統生物種少量多，歧異度低。有機碎屑隨著潮汐帶至臨近海域，更吸引蝦、蟹、魚及貝類等來此覓食與繁殖。近來有人們利用河口地區的沼澤地養殖牡蠣、鹹水吳郭余漁瑜虞逾于妤踰娛愚、西施舌等，成為重要養殖場。 

### 種類
河口附近的沼澤依照植物的組成，通常可分為「草澤」如蘆葦和鹹草；和「林澤」是以紅樹林為主。動物方面則有沙蠶、招潮蟹、貝類、彈塗魚及水鳥等。彈塗魚靠胸鰭爬行，甚至爬上紅樹林。沼澤濕地每年吸引大批候鳥來訪，如曾文溪口每年有二百多隻的黑面琵鷺來此過冬。

## 沼澤生態系統
沼澤生態系和河口生態系在某方面是可以合稱為河口沼澤生態系，沼澤生態系最主要的特色就是排水不良，到處泥濘不堪，而且水位有定期升降的情形，這種環境當然不適合人類居住，也因此特別容易受到人們忽略，我們也一直不了解自己在沼澤生態系中所扮演的角色。

## 湖泊生態系統
與溪流生態系統一樣屬於淡水生態系統，不同的是在於水並沒有流動。含氧量相對較低，而且汙染也會比溪流生態系統嚴重的多。湖泊水域通常深度深，因此陽光不易到達池底，缺乏生長於池底的大型藻類，此區生產者多為浮游藻類。
生產者：水面上層的透光區有藻類；較淺區域的底層則有大型水生植物等
消費者：昆蟲、蝦、蟹、螺和體型較大的魚類，例如吳郭魚和草魚。

## 溪流生態系統
勃水流流動速度慢溶氧量低；因流速快浮游生物不易生存；與陸地的關係密切。岸邊的斷枝、落葉和植物碎屑，成為蝦、蟹和水棲昆蟲等的食物來源，而水棲昆蟲又成為魚類的食物來源。溪流入海的出口處或河口，因溪流夾帶有機質泥沙而造成河口沼澤地。 
溪流的溶氧量由上游往下游遞減，因下游的溫度高溶氧量減少。臺灣溪流生態系統： 
因山勢陡峭水流湍急，上游侵蝕作用強烈不適利浮游生物，中游流速減緩堆積作用盛行，下游區常見沙洲泥地。 
由於開發過度垃圾汙水污染嚴重，森林濫伐及人為大量毒魚、電魚等，使得許多珍貴魚類瀕臨絕種。因大甲溪兩岸森林被濫伐與興建攔沙霸，使臺灣濒临灭绝动物櫻花鉤吻鮭（冷水性魚類）無法生存，目前僅分布在上游的七家灣溪流域。

### 植物
生產者主要是一些附著性的藻類，和岸邊植物的斷枝、落葉和碎屑，所以植物種類不多。

### 動物
多為水棲昆蟲如水蠆、石蠶蛾、蜻蜓與蜉蝣的幼蟲、渦蟲、蝦、蟹與一些螺類。魚類呈流線形以減少阻力，如臺灣石濱（俗稱石斑）、櫻花鉤吻鮭、溪哥等；底棲性魚類如爬岩鰍、纓口鰍等。鳥類為高級消費者，如紫嘯鶇、鉛色水鶇和河烏等，大多以溪邊昆蟲及小型脊椎動物為食。

## 森林生態系統
森林生態系統又可分為針葉林、落葉林以及熱帶雨林等三帶。

### 針葉林帶
針葉林帶廣泛的分佈在歐洲、亞洲和北美洲等高緯度的地帶。在此區的植物主要以裸子植物為主，它們的葉子成細長針形，所以稱為針葉樹。

### 落葉林帶
落葉林帶主要分佈在北美、西歐和東亞等地區。其特點是四季分明，氣溫變化顯著。此區域大部份樹木的葉子會在秋冬季來臨之時，因為日照減少與氣溫降低的影響而變紅或變黃，進而並大量的脫落到地面上，以減少養份供給。這區域植物的種類繁多，以大型高大的植物為主要的生產者，例如楓樹、槭樹和橡樹等都是該區的代表植物。由於植物的種類繁多，動物的種類因此也多，這些動物都以嫩葉或果實為食。由於此區域氣候溫和，故非常適合人類

### 熱帶雨林帶
熱帶雨林帶，主要分佈在赤道附近的南美洲和東南亞。熱帶雨林帶的特點是氣候因子穩定，一年中溫度變化少；雨量豐富，每天降雨，故無乾雨季之分。因為氣候因子的適合，生長在該區的植物，種類繁多，而且長得繁茂，森林的層次相當的複雜。也因此，諸如花、果實、葉子、樹枝和植物的碎片等，都可以供給動物當作食物，所以動物的種類很多，其中尤以昆蟲和鳥類為最。

## 農田生態系統
农田生态系统是由人类创建和管理的人工生态环境，旨在通过种植农作物并维持生态平衡来生产粮食和其他农产品。与自然生态系统不同，农田生态系统通常是人为设计的，以满足农业生产的需要。在这个系统中，人类通过选择和培育特定的作物品种、管理土壤、灌溉、水源及害虫控制等手段，维持生态系统的生产力和稳定性。虽然农田生态系统是人为的，但它依然与自然界中的生物、土壤和气候相互作用。有效的管理能够确保作物的健康生长，减少有害生物的干扰，并提高农业产量。
目前，农田管理的主流方法包括：
- 化学防治：使用农药、杀虫剂和除草剂等化学品来控制害虫和杂草。
- 物理防治：利用物理屏障（如防虫网）、陷阱或机械方式捕杀害虫。
- 生物防治：利用天敌（如瓢虫控制蚜虫）、寄生虫（如寄生蜂）或病原微生物（如苏云金芽孢杆菌，Bt菌）来控制有害生物。
- 综合防治（IPM）：将化学防治、生物防治、物理防治和耕作管理结合起来，以减少对环境的影响。

## 島嶼生態系統
受到地理環境的限制，島嶼通常會發展出孤立、獨特的生態系，常常會成為推論板塊運動的良好註腳。
按照地質上面的分類，可以形成的原因粗略分為三種：
1. 大陸島（Continental Island）：
所謂大陸島，就是指這些島嶼型成過程時至少有一段時間和大陸塊相連。
例子：金門島、琉球群島、阿留申島
2. 海洋島（Oceanic Island）：
海洋島是指這些島嶼往往因為火山的作用而形成，在它型成的過程中，沒有和任何大陸塊或是島與連結過
例子：夏威夷群島、大洋洲的島嶼、蘭嶼、加拉巴格群島
3. 棲息島嶼（Habitat Island）：
在一大片相連而相似的棲息環境中，有一小塊的生物棲息環境和周圍的環境截然不同
例子：沙漠中的綠洲、高山的湖泊、高山的山頂、深山中的盆地、凍原中的溫泉
另外生存在大都市中的蝸牛或螞蟻也算。[來源請求]

## 沙漠生態系統
年雨量在250毫米以下，或是蒸發量高於降雨量，都可能形成沙漠。主要植物以仙人掌居多，而動物也是需要能適應乾旱的環境。因為日夜溫差大，生物不易生存，種類也較其他生態系統少。動物有響尾蛇、蠍子、鼠類等。

## 草原生態系統
草原生態系統是世界上主要的生態系統之一，草原生態系統雨量雖較沙漠多，但卻不足以形成森林；隨著緯度、溫度、雨量的差異，可分成熱帶草原、溫帶草原及寒原。

## 凍原生態系統
凍原其實在某一方面和極地草原相當的類似，但某方面則不一致。凍原這個字由芬蘭語來解釋，意思是無樹的平原，頂多也是低矮的灌木。這些矮小的植物利用夏天充足的陽光快速的生長，花朵盛開與種子成熟的時間相當的快。雖然凍原並非一直被冰雪所掩蓋，但由於夏季時間太短，只能使表土溫暖，土層底下為終年冰凍的永凍層。永凍層形成一個不透水的底層，所以水的宣洩受到阻礙。除了平地的凍原之外，另有高山凍原，全世界的高海拔山區皆有分佈。此地的優勢植物呈現低矮平伏狀，以便抵抗強風的吹襲。然而高山凍原的溫度低、土壤淺、又缺乏營養，故植物在此生產力極低。唯一比平地凍原好的是，高山凍原表土下沒有永凍層。